# Jetigen

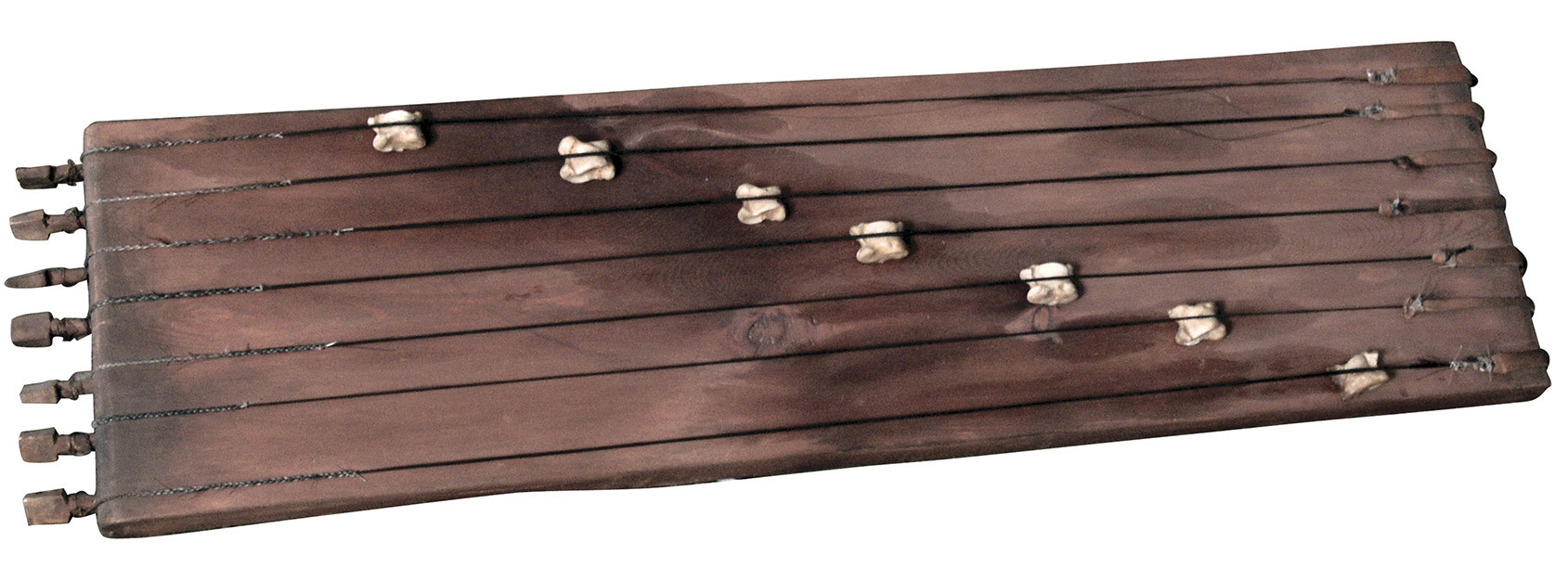
Alte Form der Brettzither jetigen im Yqylas-Museum für Volksmusikinstrumente in Almaty, Kasachstan

Jetigen (kasachisch жетіген schetigen [ʒetɪˈɡen]), auch ǰetigen, englische und weitere Umschriften zetygen, zjetygen, zhetygen, dzhetïgan, zshetïgan, dzhatïgan (aus kasachisch scheti, „sieben“, und en, agan, „Lied“ oder „Saite“), ist eine rechteckige Kastenzither mit traditionell 7 und heute 15, 21 oder 23 Saiten, die in der Volksmusik von Kasachstan gespielt wird. Deren kultiviertester Stil sind instrumentale Solostücke (küj, auch kyui, kui). Form und Spielweise verbinden die jetigen mit der mongolischen Wölbbrettzither yatga und der seit vorchristlicher Zeit bekannten chinesischen guzheng.

## Herkunft und Verbreitung

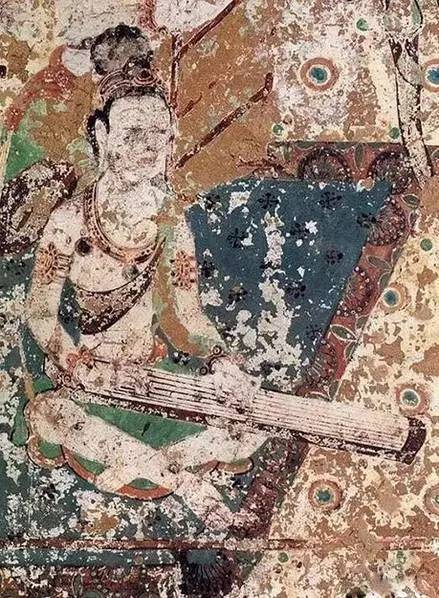
Ein Musiker mit einer guzheng. Wandmalerei buddhistischer Mönche in Höhle 220 der Mogao-Grotten bei Danhuang. Tang-Dynastie (618–907)

Aus der chinesischen Zhou-Dynastie (11. Jahrhundert v. Chr. – 256 v. Chr.) sind in großer Zahl unterschiedliche Musikinstrumente überliefert. Die bedeutendsten archäologischen Funde stammen aus dem Grab des Markgrafen Yi von Zeng in Zentralchina und werden um 433 v. Chr. datiert. Zu den erhaltenen Musikinstrumenten gehören eine zehnsaitige Griffbrettzither guqin, eine schmale längere Zither mit fünf Saiten und zwölf Wölbbrettzithern se mit 25 Saiten. Noch älter ist eine ins 6. Jahrhundert v. Chr. datierte Wölbbrettzither guzheng, die 13 Saiten besaß, ebenfalls aus Zentralchina. Weitere Zithern mit unterschiedlichen Saitenzahlen stammen aus der Han-Dynastie (206 v. Chr. – 220 n. Chr.). Die seit etwa 1100 v. Chr. literarisch überlieferte se war ein höfisches Zeremonialinstrument und wurde auch an konfuzianischen Tempeln eingesetzt. Wölbbrettzithern sind von China ausgehend in der Mongolei, Zentralasien, Japan (einsaitige ichigenkin, dreizehnsaitige koto) und bis Vietnam (đàn tranh) verbreitet.
Bei den Wölbbrettzithern ist die Decke des Resonanzkastens gewölbt, was mit ihrer Entwicklung aus einem längs halbierten Bambusrohr erklärt wird. Die einfachste Form dieser Zithern sind die aus einem Bambusabschnitt bestehenden südostasiatischen Röhrenzithern wie die guntang und kolitong mit einer idiochorden (stammeigenen) Saite oder bis über 20 Drahtsaiten wie bei der sasando. Aus gespaltenem Bambus hergestellte Halbröhrenzithern sind selten, aber die instrumentenkundlich so bezeichnete Gruppe umfasst die ostasiatischen Wölbbrettzithern, deren Resonanzkörper aus einem gewölbten Brett oder einem gewölbten Kasten besteht. Diese Herkunft ergibt sich auch aus literarischen Überlieferungen aus Ostasien. Demnach wurde die alte chinesische Wölbbrettzither guzheng früher aus Bambus angefertigt. Die Klassifizierung der Wölbbrettzithern nach der Hornbostel-Sachs-Systematik als Halbröhrenzithern bezieht sich ausdrücklich auf deren Herkunft und nicht auf die ebenfalls denkbare strukturelle Einordnung zu den Brettzither.
Als Übernahme von den Bambusröhrenzithern sind auch die einzeln beweglich auf der Decke aufgestellten Stege zu verstehen, die bei allen Wölbbrettzithern und so auch bei der jetigen meist in einer diagonalen Linie angeordnet sind. Zu den Wölbbrettzithern gehören die chinesische guzheng, die koto und wagon in Japan sowie die mongolische yatga. Eine Ausnahme bildet die schlanke chinesischen Kastenzither guqin, die zu den Griffbrettzithern gehört, weil ihre Saiten mit den Fingern verkürzt werden. Curt Sachs (1929) hält die jetigen mit ihren ursprünglich sieben Saiten und ihrem flachen Resonanzbrett für eine frühe und zurückgeführte Form einer Wölbbrettzither.
Während die Art des Saitenbezugs über die Wölbbrettzithern auf die südostasiatischen Bambusröhrenzithern zurückverweist, stehen die frühen jetigen mit ihren Saitenträgern aus einem flachen Holzbrett mit der Gruppe der Brettzithern in Verbindung. Diese kommen unter anderem im südlichen Afrika vor (bangwe), wo sie mit Floßzithern aus parallel verbundenen Röhren verwandt sind. Vermutlich war das Epigonion (epigóneion) der griechischen Antike eine Brettzither mit 40 Saiten. Das von den antiken Autoren zusammen mit dem 35-saitigen simíkion erwähnte Saiteninstrument wurde Curt Sachs (1940) zufolge dem Namen nach (epí, „oben“, und góny, „Knie“) vom sitzenden Musiker waagrecht auf den Knien gespielt. Es sind allerdings keine Abbildungen antiker griechischer Zithern überliefert. Als einfachste Form einer Brettzither gilt die Erdzither mit über eine Grube gespannten Saiten. Die tragbare Weiterentwicklung hiervon sind die afrikanischen Schalenzithern (inanga in Ostafrika), bei denen das Brett zu einer Schale ausgehöhlt ist und die Saiten über deren Öffnung verlaufen. Die turksprachigen Tofalaren in Russland kennen eine ähnliche Brettzither mit Schalenresonator (chattygan oder chatygan). Ihre sechs Saiten werden aber nicht über die Öffnung, sondern über den Boden der Schale geführt. Der Musiker zupft die auf seinen Knien liegende chattygan mit den Fingern einer Hand.
Namensverwandt mit der chattygan ist die tuwinische Kastenzither chadagan in Sibirien mit heute bis zu 16 Saiten. Die pentatonisch gestimmten Metallsaiten sind über einen bis 130 Zentimeter langen trapezförmigen Kasten gespannt. Bei den Tataren heißt die Zither etigan. Die tschadygan (чадыған, auch jadagan, chatkhan) der in Südsibirien lebenden Chakassen entspricht der früheren Form der jetigen mit einem an der Unterseite ausgehöhlten Holzbrett von 100 bis 150 Zentimetern Länge. Dessen Oberseite ist leicht gewölbt. Die chatkhan ist mit üblicherweise sechs oder sieben Saiten bespannt, die über bewegliche Stege führen. Die Chakassen begleiten damit ihren Kehlgesang. Gustav John Ramstedt erklärt in seinem Kalmückischen Wörterbuch von 1935 jatγa, jatχa, jatχan, „Jatagan“, als „ein achtsaitiges Instrument, eine liegende Harfe“. Das Wortumfeld verweist auf die früher weite Verbreitung dieses Zithertyps unter den Turkvölkern bis in den Westen Sibiriens.
Zu den frühesten literarischen Belegen für die jetigen gehören die Berichte des russischen Forschungsreisenden Iwan Lepjochin (1740–1802) und des deutschen Botanikers Johann Gottlieb Georgi (1729–1802), die in den 1770er Jahren die kasachische Steppe bereisten. Sie erwähnen neben der zweisaitige Langhalslaute dombra ein wohlklingendes Musikinstrument mit vielen Saiten. Der deutsche Naturforscher Peter Simon Pallas (1741–1811) bereiste Kasachstan 1786 und beschreibt die Form der Brettzither in seinen Reisebüchern. In der zweiten Hälfte des 19. Jahrhunderts geriet die jetigen in Vergessenheit.

## Bauform

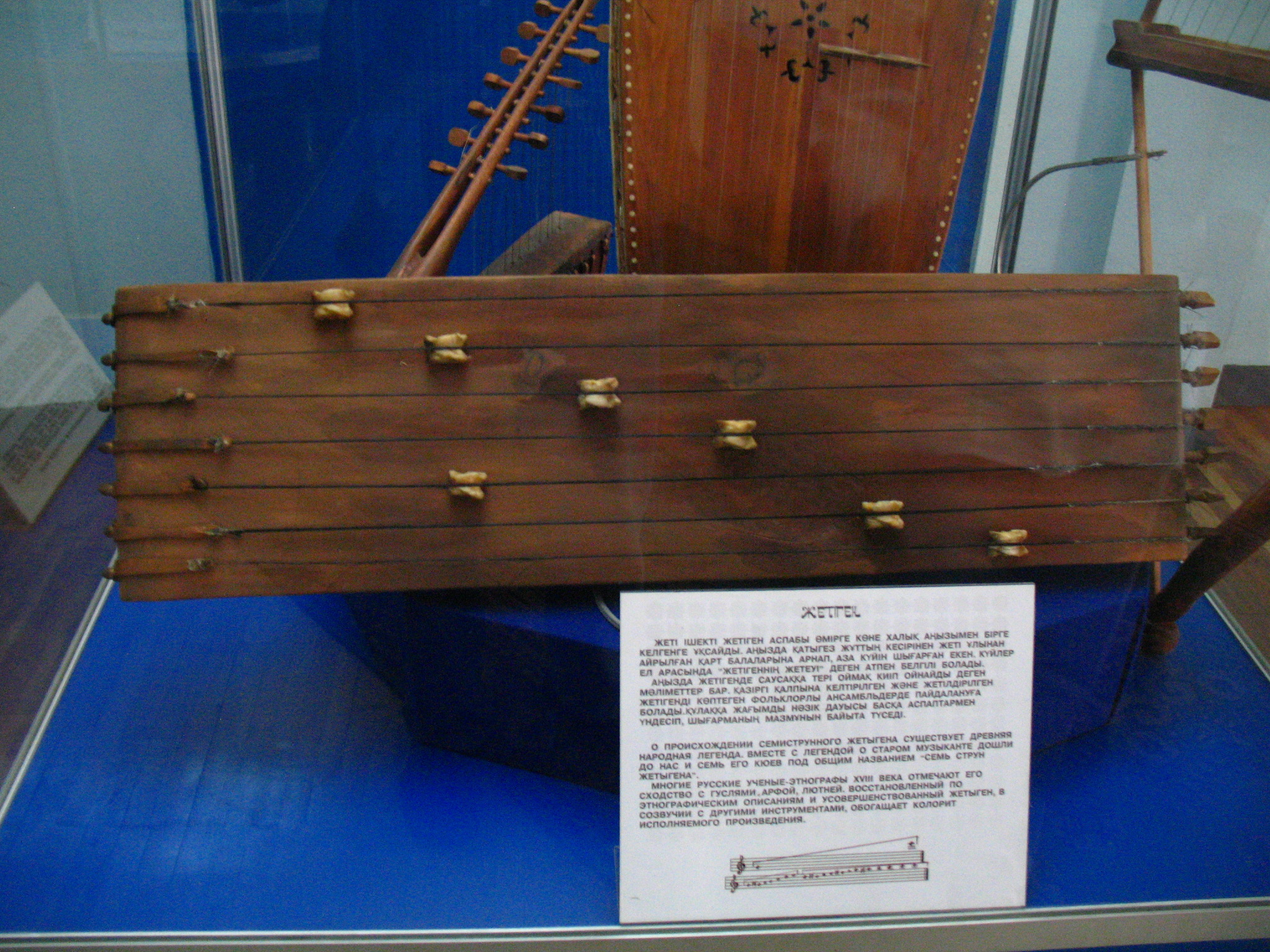
Jetigen im Yqylas-Museum für Volksmusikinstrumente in Almaty. Die Stege bestehen aus Schafknöcheln (asyk)

Die ältere Form der jetigen besteht aus einem langrechteckigen massiven Holzbrett, das an der Oberseite flach oder leicht gewölbt und an der Unterseite entsprechend ausgehöhlt ist. Die sieben, früher aus Pferdehaar bestehenden Saiten verlaufen von Befestigungspunkten an einer Stirnseite zu hölzernen Stimmwirbeln, die in Längsrichtung in Bohrungen an der anderen Stirnseite stecken. Anstelle eines hölzernen Stegs wird bei traditionellen Instrumenten ein Schafknöchel in einer meist diagonalen Linie unter jede Saite geschoben. Die Schafknöchel heißen in der Mongolei schagai, in Kasachstan asyk, in Tadschikistan oschuq und in Kirgistan chükö. Sie werden hauptsächlich als Geschicklichkeitsspiel und zur Wahrsagung verwendet. Die früher aus Pferdehaar bestehenden Saiten werden auf beiden Seiten der zum Stimmen beweglichen Stege gezupft, sodass bei sieben Saiten 14 Töne spielbar sind.
Die Weiterentwicklung dieser Brettzither führte zu einer langrechteckigen Kastenzither (Wölbbrettzither) von 100 bis 150 Zentimetern Länge mit einer leicht gewölbten Holzdecke, einem geschlossenen Boden und heute 15, 21 oder 23 Stahlsaiten. Ihr Tonumfang beträgt zweieinhalb Oktaven. Die Saiten verlaufen über hohe Stege in der Form eines umgedrehten V mit einwärts gekrümmten Seiten. Die Stege sind mehrheitlich in einer diagonalen Reihe und teilweise neben dieser angeordnet. Üblich sind ein oder zwei runde Schalllöcher in der Mitte der Decke.

## Spielweise

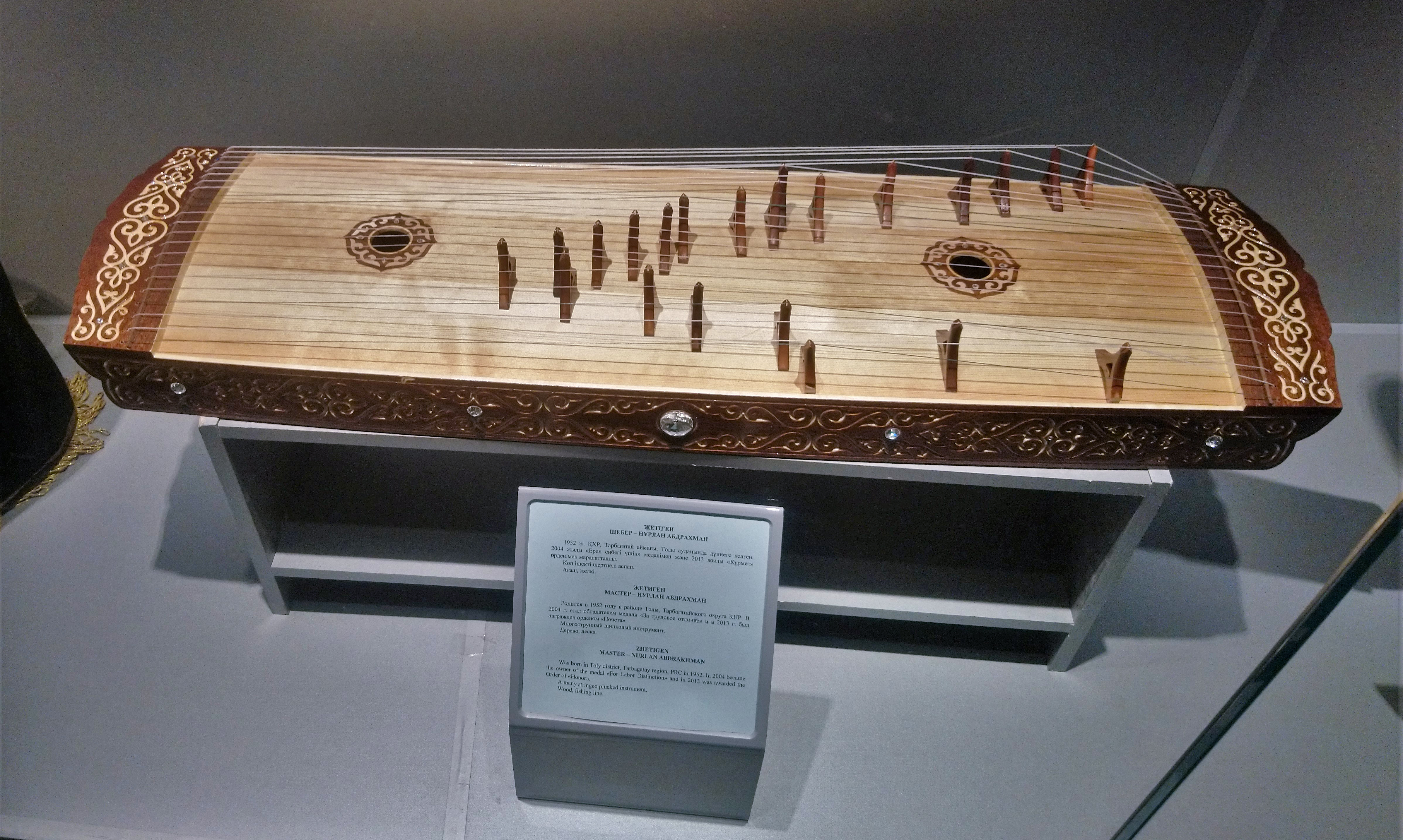
Moderne jetigen mit 21 Saiten

Mit einer alten Herkunftslegende begründen die Kasachen die Zahl von sieben Saiten bei der früheren jetigen, die mit dem Stil des instrumentalen Solospiels küj verbunden werden. Demnach lebte ein alter Mann mit seinen sieben Söhnen in einem Dorf. Nachdem in einem kalten Winter ein großer Teil des Viehbestandes vernichtet worden war, brach eine schwere Hungersnot aus, die vielen Einwohnern das Leben kostete. Als sein ältester Sohn starb, nahm der Mann ein Holzbrett, spannte eine Saite darüber und spielte ein küj, dessen Titel „mein Erstgeborener“ bedeutet. Nach dem Tod des nächsten Sohnes bezog er das Brett mit einer zweiten Saite und spielte den küj „gebrochener Flügel“. Der für den dritten gestorbenen Sohn gespielte küj hieß „mein Geliebter“, für den vierten Sohn spielte er „erlöschte Flamme“, für den fünften Sohn „verlorenes Glück“ und für den sechsten „Sonnenfinsternis“. Beim letzten verstorbenen Sohn zog er die siebte Saite über das Brett und stimmte den küj „Trauer über den Verlust von sieben Söhnen“ an. Nachdem der Vater alle Söhne verloren hatte, waren ihm einzig die schetigen (jetigen, „sieben Lieder“ oder „sieben Saiten“) übriggeblieben. Mit deren Vortrag malte er für die Vorstellung der Zuhörer Bilder von seinen sieben Söhnen. Diese Gruppe von sieben küj wurde später weiterentwickelt und ist heute als schetigennin scheteui („sieben von sieben“) bekannt.
Die küj der traditionellen kasachischen Volksmusik sind Solo-Kompositionen von wenigen Minuten Dauer für ein bestimmtes Musikinstrument. Die mit Abstand meisten küj (mehrere hundert) wurden für die zweisaitige Langhalslaute dombra komponiert, danach folgen Stücke für die Streichlaute kobys und die Längsflöte sybyzgy. Anfang des 20. Jahrhunderts war die jetigen aus der kasachischen Musik und damit aus dem küj-Repertoire völlig verschwunden. Erst im Verlauf des 20. Jahrhunderts wurde die moderne Kastenzither nach Rekonstruktionen der alten Brettzither eingeführt. Die mythische Überlieferung ging auf die heutige Bauform über. Eine ähnliche Bedeutung wird auch den küj insgesamt zugesprochen, von denen es Stücke eigens für Hochzeiten und für sonstige Feste als Ausdruck von Freude oder Trauer gibt. Eine geografische Unterteilung der küj unterscheidet einen Stil töpke im Westen von einem Stil schertpe in der Mitte und im Süden des Landes. Einige küj werden auf die vielleicht im 14. Jahrhundert entstandenen Geschichten um den legendären Barden Dede Korkut zurückgeführt, die meisten stammen von Komponisten des 19. Jahrhunderts. Musikalisch bestehen küj aus mit Variationen wiederholten Melodiesequenzen, die mit weichen Verknüpfungen ineinander übergehen sollten.
Anfang des 20. Jahrhunderts wurden von den zahlreicheren älteren Musikinstrumenten nur noch die Zupflaute dombra, die zweisaitige Streichlaute kobys der Schamanen und Epensänger, die Flöte sybyzgy der Hirten und die Maultrommel schan-kobys der Frauen gespielt. Zu den heute wiederentdeckten Musikinstrumenten aus dem 19. Jahrhundert gehören neben der jetigen auch die mit der georgischen panduri verwandte, dreisaitige Schalenhalslaute scherter (шертер) mit kurzem Hals und die Gefäßflöte saz-surnai.

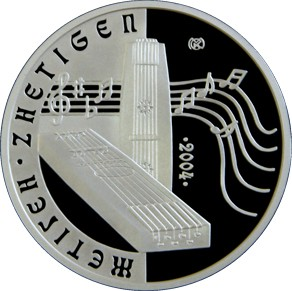
Jetigen auf einer 500-Tenge-Gedenkmünze der Republik Kasachstan

Der Wiederentdeckung der kasachischen Volksmusikinstrumente ging die gesellschaftliche Revolution in den 1920er und 1930er Jahren nach der Gründung der Sowjetunion voraus, bei der die traditionellen Berufsmusiker zusammen mit ihrer Musik zwangsweise verdrängt wurden. Von den küj wurde behauptet, sie würden die Ideologie der Feudalzeit transportieren. In den 1960er Jahren waren solistische Sänger und Musiker durch Orchestermusiker ersetzt, die mit ihrer europäischen Musikerziehung Volkslieder umarrangierten. Eine musikalische Wende brachte in den 1980er Jahren das Bemühen, die ethnische Identität der Kasachen hervorzukehren. So wurden im 1981 gegründeten nationalen Orchester Otrar sazy („Klänge von [der historischen Stadt] Otrar“) die genannten traditionellen Musikinstrumente einschließlich der jetigen, der Langtrompete karna (kernei), der Glöckchen-Rassel konyrau und des langen Rasselstabes asatayak aufgenommen, um die alte originale Volksmusiktradition wiederzubeleben. Eine wesentliche Rolle für diese Entwicklung spielte der Musikethnologe Bolat Sarybaew (1927–1983). Nachfolgend übernahmen auch Amateurensembles dieses Instrumentarium.

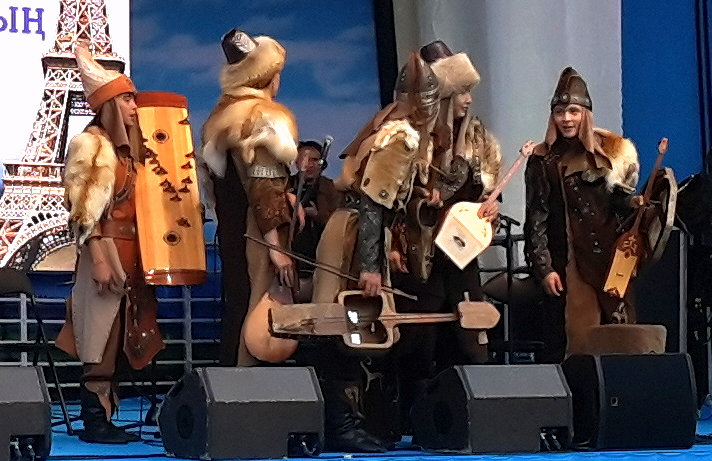
Turan-Ensemble 2014 in Paris. Von links nach rechts: jetigen, dombra, kobys, Langhalslaute scherter, tschetschenische Langhalslaute pondur

Seit der Einführung der nationalen Orchester werden die kasachischen Musikinstrumente nicht mehr primär solistisch, sondern in unterschiedlichen Besetzungen zusammen gespielt. Für eine experimentelle Entwicklung der kasachischen Volksmusik steht die Gruppe Layla Qobyz mit der Leiterin und kobys-Spielerin Layla Tazhibayeva, die seit 2019 auch eine elektrifizierte kobys neben der jetigen und anderen Volksmusikinstrumenten verwendet. Die enorme stilistische Bandbreite basiert auf traditionellen Saiteninstrumenten, E-Gitarre, Keyboards und Schlagzeug, mit denen Layla Tazhibayeva und ihre Gruppe Volksmusikbearbeitungen, Rockmusik und westliche klassische Musik spielen. Beim Volksmusikfestival The Spirit of Tengri 2014 in Almaty führte die kasachische Gruppe Sharapat eine electro-jetigen ein. Diese in Moskau entwickelte elektrische Version der jetigen ist kleiner als die übliche Kastenzither und kann vom Spieler wie eine Gitarre an einem Band um den Hals gehängt werden. Auf der rechten Seite ist unter den Saiten ein Griffbrett mit Bünden angebracht.
Das „Ziegenspiel“ ist eine sehr alte zentralasiatische Tradition, bei der eine hölzerne Marionette in Gestalt einer Ziege von einem Musiker durch die Bewegung seiner über eine Schnur mit ihr verbundene Hand während des Spiels zum Hüpfen angeregt wird. Die in Kasachstan orteke genannte Ziegenmarionette wird an den Beginn der kasachischen Puppenspieltradition gestellt. Im Jahr 2022 wurde die Orteke-Tradition von der UNESCO in die Repräsentative Liste des immateriellen Kulturerbes der Menschheit aufgenommen. Neben der Langhalslaute dombra kann der Musiker die orteke auch mit einer kobys, einer jetigen oder einer scherter in Bewegung versetzen. In Nordafghanistan heißt das dort selten gewordene Spiel mit der Langhalslaute dambura und der Ziegenmarionette buz bazi. 
Eine urbane ethnische Musik pflegt das 2008 von Musikstudenten in Almaty gegründete Turan-Ensemble (Ер Тұран). Die Musiker treten international mit einer zentralasiatischen Weltmusik auf, für die sie kasachische Volksmusikinstrumente einschließlich der jetigen mit einer Schamanentrommel, anderen zentralasiatischen Instrumenten und gelegentlich einer Ziegenmarionette kombinieren.